# Verfahrensmechaniker für Kunststoff- und Kautschuktechnik
Als Verfahrensmechaniker für Kunststoff- und Kautschuktechnik (Deutschland), Kunststofftechniker (Österreich) bzw. Kunststofftechnologen (Schweiz) bezeichnet man einen Beruf und den dazugehörigen Ausbildungsberuf in der Kunststoff und Kautschuk verarbeitenden Industrie.

## Berufsbild
Die Kunststoffverarbeitung zeichnet sich durch eine auffallende Dynamik in der Entwicklung von Maschinen, Werkzeugen und Werkstoffen aus. Die Verfahrensmechaniker stellen gemäß den jeweiligen Anforderungen aus polymeren Werkstoffen oder Kautschuk Form-, Bauteile sowie Kunststoffhalbzeuge aller Art oder Faserverbundwerkstoffe her. Sie verarbeiten die Kunststoffe und bereiten diese auf. Weiters bearbeiten sie Kunststoffe und Kunststoffhalbzeuge unter Verwendung von branchenüblichen Verarbeitungstechniken.
Für den Herstellungsprozess rüsten, programmieren, bedienen und warten sie die High-Tech-Anlagen. Verfahrensmechaniker sind im Produktionsmanagement ausgebildet, sie optimieren Produktionsprozesse und wirken an der Produkt- und Fertigungsentwicklung mit.
Die Überprüfung der Produktqualität gehört ebenfalls zu ihrem Aufgabengebiet.
Für eine genaue Beschreibung der Verarbeitungsverfahren, wie Extrusion, Schäumen, Blasformen, Spritzgießen, Pressen, siehe Kunststoffverarbeitung.
Für Details zur Herstellung siehe Kunststoffherstellung.

## Ausbildung
Die im Berufsbild beschriebenen Aufgaben und Tätigkeiten bestimmen die Ausbildungsinhalte. Dabei gibt es keine wesentlichen inhaltlichen Unterschiede zwischen Deutschland, Österreich und der Schweiz. In Österreich und der Schweiz gibt es für den Bereich jedoch zwei getrennte, aber stark verwandte Lehrberufe.

### Deutschland

#### Ausbildung von 1997 bis 2012

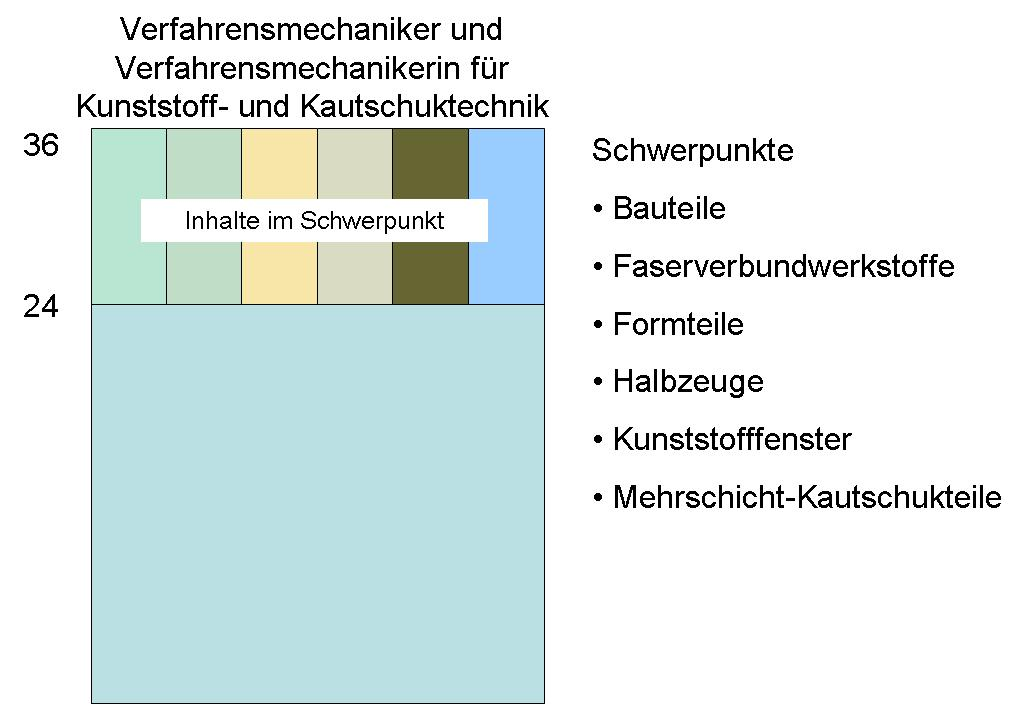
Struktur des Verfahrensmechanikers für Kunststoff- und Kautschuktechnik (VO 2006)

1997 wurden die Vorläuferberufe Gummi- und Kunststoffauskleider, Kunststoff-Formgeber und Kunststoffschlosser durch den Ausbildungsberuf Verfahrensmechaniker für Kunststoff- und Kautschuktechnik ersetzt.
Die nach dem Berufsbildungsgesetz anerkannte Ausbildung dauert drei Jahre. Sie wurde 2006 modernisiert und in der Industrie in den folgenden Schwerpunkten angeboten:
- Bauteile
- Faserverbundwerkstoffe
- Formteile
- Halbzeuge
- Kunststofffenster
- Mehrschicht-Kautschukteile

Auszubildende lernen im so genannten dualen System bei Ausbildungsbetrieben der Kunststoffindustrie und in Berufsschulen und schließen mit der Abschlussprüfung ab.

#### Ausbildung ab 2012

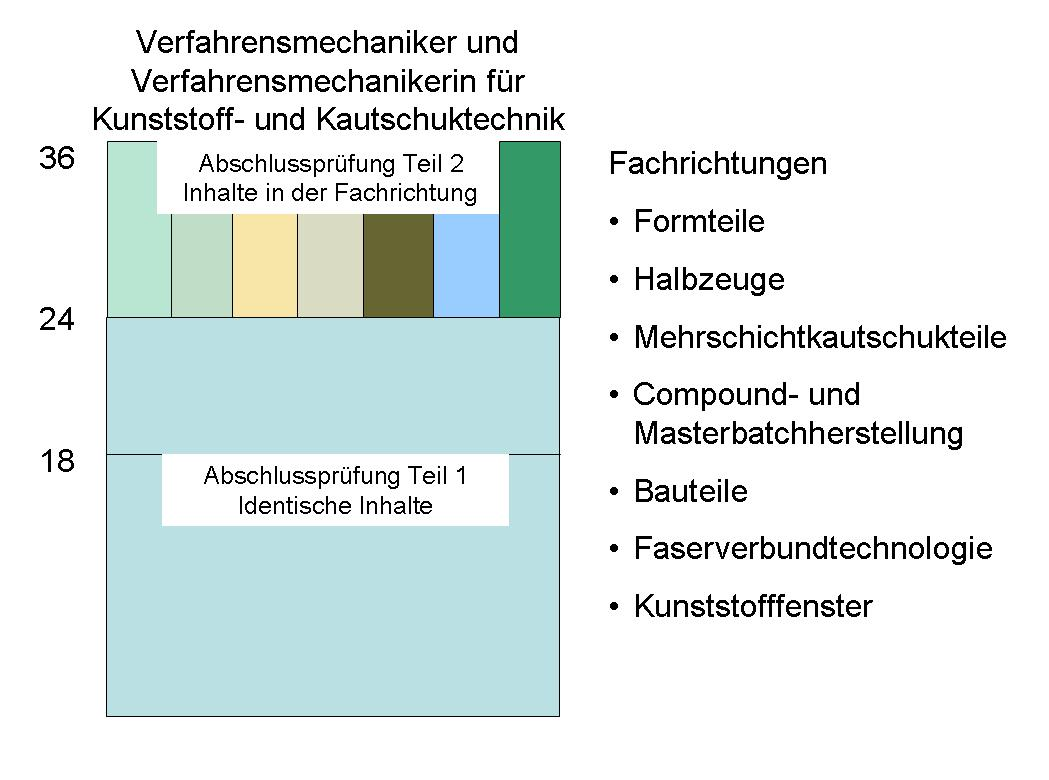
Struktur des Verfahrensmechanikers für Kunststoff- und Kautschuktechnik (VO 2012)

Die Ausbildungsordnung wurde von 2010 bis 2012 erneut modernisiert. Statt der Schwerpunkte finden sich nun sieben Fachrichtungen. Die Bezeichnungen wurden dabei weitgehend beibehalten, lediglich statt „Faserverbundwerkstoffe“ wird nun von „Faserverbundtechnologie“ gesprochen. Neu ist die Fachrichtung „Compound- und Masterbatchherstellung“, die sich mit der Herstellung von Kunststoffgemischen und Kunststoffadditiven befasst.
An Stelle der konventionellen Prüfung findet nun eine gestreckte Abschlussprüfung statt, bei der Teil 1 der Abschlussprüfung mit 25 %, Teil 2 mit 75 % gewichtet werden. Teil 1 besteht dabei aus einem über alle Fachrichtungen identischen Prüfungsprodukt einschließlich schriftlich zu lösender Aufgaben. In Teil 2 werden in den Fachrichtungen teilweise unterschiedliche Prüfungsinstrumente genutzt, zum Beispiel die Bearbeitung von Arbeitsaufgaben (mit und ohne situativem Fachgespräch) oder ein Variantenmodell (Fachrichtung Faserverbundtechnologie). In der Fachrichtung Bauteile findet zusätzlich eine Arbeitsprobe statt.
Der Ausbildungsrahmenplan ist nun abstrakter formuliert; eine Trennung zwischen den Werkstoffen Metall und Kunststoff findet nicht statt. Die Qualifikationen zum Messen, Steuern und Regeln werden etwas umfangreicher als bisher vermittelt. Neu ist eine Vertiefungsphase von acht Wochen. Sie ermöglicht den Unternehmen, Inhalte aus bestimmten Berufsbildpositionen vertiefend zu vermitteln. Damit sollen Auszubildende bereits im ersten und zweiten Ausbildungsjahr auf die Inhalte der Fachrichtungen (drittes Ausbildungsjahr) vorbereitet werden. Im schulischen Rahmenlehrplan wurden in den Fachrichtungen Mehrschichtkautschukteile und Faserverbundtechnologie das Lernfeld „Prüfen und Recyclen“ aufgenommen.

### Österreich
In Österreich sind zwei Lehrberufe mit etwas unterschiedlichen Kompetenzen eingerichtet, die offiziellen Bezeichnungen lauten Kunststofftechniker und Kunststoffformgeber. Der Schwerpunkt liegt bei der dreijährigen Ausbildung zum Kunststoffformgeber neben der Herstellung mehr auf der Kunststoffbearbeitung (Formgebung). Kunststofftechniker absolvieren eine längere Ausbildung (vier Jahre) und erwerben mehr Kompetenzen, vor allem im Bereich der Anlagensteuerung und des Produktionsmanagements.
Lehrlinge beider Berufe absolvieren in Österreich ebenfalls eine duale Ausbildung und legen am Ende die Lehrabschlussprüfung ab.

### Schweiz
In der Schweiz unterscheidet man die dualen Ausbildungen zur Kunststoffpraktikerin EBA resp. zum Kunststoffpraktiker EBA (Eidgenössisches Berufsattest) und zur Kunststofftechnologin EFZ resp. zum Kunststofftechnologen EFZ (Eidgenössisches Fähigkeitszeugnis).
Die Inhalte dieser Ausbildung werden alle 5 Jahre überprüft und den Bedürfnissen der Industrie angepasst. Die aktuell gültigen Bildungspläne sind jeweils auf der Website des Branchenverbands der Kunststoffindustrie KUNSTSTOFF.swiss einsehbar. Zur Vergleichbarkeit der fachlichen Kompetenzen der Absolventinnen und Absolventen und zur Förderung der Mobilität auf dem Arbeitsmarkt im Ausland stehen Zeugniserläuterungen des "Nationalen Qualifikationsrahmen" zur Verfügung. Diese werden ebenfalls mit Erarbeitung von neuen Bildungsplänen aktualisiert.

## Weiterbildungsmöglichkeiten

### Deutschland
Verfahrensmechaniker können nach ihrer dreijährigen Ausbildung und ihrer bestandenen Abschlussprüfung verschiedene Wege der Weiterbildung einschlagen wie
- Staatlich geprüfter Techniker (Kunststofftechnik oder Maschinenbau) oder
- Meister der Industrie.

Die Technikerausbildung kann in Vollzeit und einer Studienzeit von zwei Jahren oder in Teilzeit mit einer Studienzeit von 4 Jahren erfolgen.
Bei der Meisterausbildung dauert ein Vollzeitkurs ein halbes Jahr, der Teilzeitkurs drei Jahre.

### Österreich
Entsprechend der dynamischen Entwicklung der Produktionsverfahren stehen viele fachspezifische Weiterbildungsangebote zur Auswahl, genauso ist für beide Lehrberufe auch die Ausbildung zum Meister oder Werkmeister möglich. Die selbstständige Berufsausübung ist für Kunststoffformgeber und -techniker unter anderem im Handwerk der Kunststoffverarbeitung möglich. Das Angebot für Höherqualifizierungen an Kollegs, Fachhochschulen und Universitäten ist umfangreich. Meistens benötigt man für den Zugang die Berufsmatura (Berufsreifeprüfung), die sich aus der Lehrabschlussprüfung und vier weiteren Prüfungen zusammensetzt.

### Schweiz
Kunststoffverarbeiter EBA können eine verkürzte Lehre als Kunststofftechnologe EFZ durchlaufen (Einstieg ins 2. Grundbildungsjahr).
Dann sind dieselben Weiterbildungen möglich wie für Kunststofftechnologen EFZ.
Kunststofftechnologen können bei sehr guten schulischen Leistungen schon während der Grundbildung die Berufsmaturitätsschule besuchen. Die Berufsprüfung (BP) kann für folgende Berufe abgelegt werden: Prozessfachmann, Automatikfachmann, Technische Kaufmann (alle mit eidgenössischem Fachausweis). In Folge kann die Höhere Fachprüfung (HFP) – entspricht einer Meisterprüfung – abgelegt oder Studiengänge an Höheren Fachschulen oder Fachhochschulen besucht werden.